# Leptomeson
Leptomeson is een kevergeslacht uit de familie van de truffelkevers (Leiodidae). De wetenschappelijke naam van het geslacht werd in 1924 gepubliceerd door René Jeannel.

## Soorten
- Leptomeson biokovensis Giachino, Bregović & Jalžić, 2011[2]
- Leptomeson bujasi Giachino, Bregović & Jalžić, 2011[2]
- Leptomeson dalmatinus Giachino, Bregović & Jalžić, 2011[2]
- Leptomeson dombrowskii (Apfelbeck, 1907)[3]
  - Leptomeson dombrowskii dombrowskii (Apfelbeck, 1907)
  - Leptomeson dombrowskii pubipenne (Müller, 1941)[4]
- Leptomeson leonhardi (Reitter, 1902)
  - Antroherpon leonhardi Reitter, 1902
- Leptomeson loreki (Zoufal, 1904)
- Leptomeson radjai Giachino, Bregović & Jalžić, 2011[2]
- Leptomeson raguzi Giachino, Bregović & Jalžić, 2011[2]
- Leptomeson svircevi (Müller, 1929)
  - = Antroherpon svircevi Muller, 1929
  - Leptomeson svircevi knirschi Guéorguiev, 1990
  - Leptomeson svircevi svircevi (Müller, 1929)